# Selma Rıza Feraceli
Selma Rıza Feraceli (1872. február 5. – 1931. október 5.) török újságíró és regényíró, az Oszmán Birodalom első muzulmán újságírónője.

## Élete és pályafutása
Édesapja Ali Rıza, oszmán diplomata volt az Osztrák–Magyar Monarchiában, édesanyja Naile osztrák származású, iszlám hitre tért asszony volt.
Isztambulban magántanárok oktatták, majd 1898-ban Párizsba utazott, ahol bátyjával, Ahmet Rızával találkozott. Ahmet az ifjútörök mozgalom tagja volt.
Selma Rıza a Sorbonne Egyetemen tanult, szimpatizált az Egység és Haladás Mozgalommal, a szervezet egyetlen női tagja volt. Az Egység és Haladás két, Párizsban kiadott lapjában, a Mechveret Supplément Français-ban, valamint a Şura'i Himmetben kezdett publikálni, francia illetve török nyelven. 1908-ban visszatért Isztambulba, ahol a Hanımlara Mahsus Gazete és a Kadınlar Dünyası újságoknak írt cikkeket. A Török Vörös Félhold főtitkára volt 1908 és 1913 között. Az Oszmán Birodalom utolsó éveiben azon fáradozott, hogy az Adile Sultan palota épületében lányiskolát hozzon létre. Bátyja segítségével ez sikerült is, egészen 1986-ig működött itt a Kandilli Lánygimnázium, amikor is részben leégett.
1892-ben írta egyetlen, ki nem adott regényét, Uhuvvet („Barátság”) címmel. 1999-ben jelentette meg végül a Kulturális Minisztérium.

## Fordítás
- Ez a szócikk részben vagy egészben  a   Selma Rıza című angol Wikipédia-szócikk ezen változatának fordításán alapul.  Az eredeti cikk szerkesztőit annak laptörténete sorolja fel. Ez a jelzés csupán a megfogalmazás eredetét és a szerzői jogokat jelzi, nem szolgál a cikkben szereplő információk forrásmegjelöléseként.